# Distretto di Chaoyang (Shantou)
Il distretto di Chaoyang (潮阳区S, Cháoyáng QūP) è un distretto della Cina, situato nella provincia del Guangdong e amministrato dalla prefettura di Shantou.